# Tanshishan-Kultur
Die Tanshishan-Kultur (chinesisch 曇石山文化 / 昙石山文化, Pinyin Tánshíshān Wénhuà, englisch Tanshishan Culture) war eine nach der Tanshishan-Stätte (曇石山遺址 / 昙石山遗址,  Tánshíshān Yízhǐ) benannte neolithische Kultur im Kreis Minhou (閩侯縣 / 闽侯县) der chinesischen Provinz Fujian. Sie ist nach der Stätte ihrer ersten Entdeckung, dem Dorf Tanshi in der Großgemeinde Ganzhe, im Jahr 1954 benannt.
Die Kultur wird ungefähr auf die Zeit von 3000 bis 2000 v. Chr. datiert und war am Unterlauf des Flusses Min Jiang verbreitet.
Im Wirtschaftsleben spielte primitive Landwirtschaft bereits eine Rolle. Es wurden Schwein, Hund und andere Haustiere gezüchtet; einen hohen Rang nahmen Fischfang und Jagd ein.
Eines der bekanntesten Fundstücke ist eine der frühesten in China entdeckten Tonlampen.
Die Tanshishan-Stätte (Tanshishan yizhi) gehört zu den Denkmälern der Volksrepublik China (5–52).
An der Stätte wurde ein Museum, das Tanshishan-Museum, gegründet.

### Nachschlagewerke
- Cihai. Shanghai: Shanghai cishu chubanshe 2002; ISBN 7-5326-0839-5
- Zhongguo da baike quanshu: Kaoguxue [Große chinesische Enzyklopädie: Band Archäologie]. Beijing: Zhongguo da baike quanshu chubanshe, 1986